# Cristian Nemescu
Cristian Nemescu (Boekarest, 31 maart 1979 – 24 augustus 2006) was een Roemeense regisseur van (speel)films.

## Biografie
Christian Nemescu werd op 31 maart 1979 geboren in Boekarest, tien jaar voor aanvang van de Roemeense Revolutie. Desondanks groeide Nemescu niet op in totale armoede en maakte zijn gezin het relatief goed in de verarmde communistische hoofdstad van Roemenië.
Na zijn middelbareschooltijd begon hij in 2003 met een studie aan de Academie voor Theater en Film in Boekarest. Tijdens zijn laatste jaren aan de academie maakte hij de korte film Story From The Third Block Entrance waarmee hij prijzen won bij de NYU International Student Film Festival en de Premiers Plans in Angers, Frankrijk. De European Film Academy nomineerde Nemescu's film voor een European Film Award voor beste korte film van 2003.
Op 24 augustus 2006 kwam Nemescu, samen met de geluidstechnicus Andrei Toncu, tragisch aan zijn einde door een auto-ongeluk. Nemescu en Toncu zaten in een taxi die op de promenade-boulevard Eroilor werd aangereden door een Porsche Cayenne. De Porsche, die werd aangedreven door de Britse staatsburger Ali Imran, negeerde een rood stoplicht en reed bovendien 113 km/u, meer dan 63 km/u sneller dan toegestaan. De taxi met daarin Nemescu en Toncu reed 42 km/u. Ali Imran werd in eerste instantie veroordeeld tot zeven jaar gevangenisstraf door een Roemeense rechter, maar dit werd later teruggebracht tot 6 jaar.

## Filmografie als regisseur
- California Dreamin' (onvoltooid) - 2007
- Marilena de la P7 (Marilena from P7) - 2005
- Poveste la scara C (C Block Story) - 2003
- Mihai și Cristina (Mihai and Cristina) - 2001
- Mecano - 2001
- La bloc oamenii mor după muzică (In Apartment Buildings People Are Crazy About Music) - 2000
- Kitchitoarele - 2000

- Bibsys: 9012904
- Bibliothèque nationale de France: cb15876497f (data)
- Gemeinsame Normdatei: 138973881
- International Standard Name Identifier: 0000 0001 1948 2052
- Library of Congress Control Number: no2009027847
- Nederlandse Thesaurus van Auteursnamen: 309562015
- Système universitaire de documentation: 131965328
- Virtual International Authority File: 32332283
- WorldCat: E39PBJvCMqdyQtvvH99WDKjDMP